# Legge di conservazione
In fisica una legge di conservazione, o principio di conservazione, è una legge fondamentale che descrive il mantenersi invariato nel  tempo del valore di una grandezza in un sistema isolato. Le leggi di conservazione sono molteplici e caratterizzano tutti gli ambiti della fisica; si distinguono in leggi "solari", verificate per ogni sistema isolato, e leggi "approssimate", vere solo in presenza di determinate condizioni.
Storicamente, in presenza di una nuova teoria, si è osservata una tendenza a ridefinire in essa particolari grandezze la cui costanza, nella teoria precedente, si era dimostrata strumento efficace per lo studio dei sistemi fisici. È stato così possibile garantire la conservazione di tali grandezze nel più ampio contesto della nuova teoria, con l'acquisizione di una valenza più generale.
Dal punto di vista della filosofia della scienza, queste leggi, assieme ai fenomeni ciclici o periodici, assumono importanza fondamentale nel regolare profondamente il comportamento della natura, essendo in grado, ancor più delle altre leggi fisiche, di conferirle ordine e logica rispetto all'apparente disordine o caos.

## Storia
Nel 1774, Antoine Lavoisier dimostrò sperimentalmente che la materia non può essere creata o distrutta, ma solo trasformata (v. Legge della conservazione della massa di Lavoisier). Allo stesso tempo, la meccanica classica del '600-'700 mostrava la validità dello stesso principio per l'energia meccanica (Legge della conservazione della massa fisica). Nella seconda metà del XIX secolo, le scoperte di diversi scienziati, tra i quali James Prescott Joule, Carnot, Thomson, Rudolf Clausius e Michael Faraday, svelarono ulteriormente che lo stesso principio valeva per tutta l'energia compresa l'energia termica (Legge di conservazione dell'energia), pervenendo a una compiuta descrizione dei primi due principi della termodinamica. Fino ai primi anni del novecento si pensava che la materia e l'energia fossero due grandezze separate, prive di alcun punto di contatto, finché, nel 1905, Albert Einstein formulò la celeberrima equazione E = mc², che esprimeva la relazione di equivalenza tra energia e massa, che si rivelavano due aspetti della stessa realtà fisica affermando, più esattamente, che la materia non è altro che una forma molto concentrata di energia. Questa rivoluzionaria scoperta di Einstein diede origine al principio di conservazione della massa-energia.

## Leggi di conservazione esatte
Le leggi di conservazione esatte sono quelle in cui la quantità che si conserva, o costante del moto, assume esattamente lo stesso valore nello stato iniziale e finale di un sistema isolato che subisce un processo di trasformazione qualsiasi. Esse sono, in particolare:
- Legge di conservazione della carica elettrica
- Carica di colore
- Legge di conservazione della quantità di moto
- Legge di conservazione del momento angolare
- Legge di conservazione dell'energia
- Isospin debole

Viceversa, se la grandezza fisica è una costante del moto solo per determinati processi, allora si parla di leggi di conservazione approssimate. Ad esempio, la legge di conservazione della massa prevede una piccola approssimazione relativa alla questione del difetto di massa. Del resto, in fisica atomica ed in fisica nucleare, questa legge deve essere sostituita dalla più estensiva formulazione della legge di conservazione dell'energia.